# Scared Very Straight
Scared Very Straight is de twintigste aflevering van het vierde seizoen van het tienerdrama Beverly Hills, 90210, die voor het eerst werd uitgezonden op 9 februari 1994.

## Verhaal
Nu zijn vader afweet van zijn drugsverslaving, doet Mel er alles aan David te laten stoppen. David belooft hem het beste, maar zet stiekem zijn verslaving voort. Hij vraagt al onmiddellijk meer geld dan hij nodig heeft, zodat hij het overgebleven geld uit kan geven aan pillen. Als hij bij zijn drugsdealer Andy aanklopt, vertelt hij dat de politie binnenkort de campus zal binnenstormen. Hij vertrouwt David met al zijn drugs toe, met de bedoeling dat hij het goed bewaart.
Als de politie een melding heeft gekregen dat er in Davids huis ook drugs verborgen is, is David bang voor een inval van de politie. Hij belt Dylan om hulp en hij overtuigt David ervan te stoppen met drugs en al de pillen door de wc te spoelen. Net als ze hiermee klaar zijn, stormt de politie binnen met een huiszoekingsbevel. Ze weten uiteindelijk geen drugs te vinden en David en Dylan worden weer vrijgelaten. Dit incident heeft David zo bang gemaakt, dat hij belooft nooit meer drugs te gebruiken. Dit is tot de grote vreugde van Donna, die denkt dat ze haar oude vriendje weer terug zal krijgen.
Andrea en Jesse gaan binnenkort trouwen en willen de zegen van haar grootmoeder. Andrea is teleurgesteld, omdat haar ouders niets met het huwelijk te maken willen hebben. Vlak voor de ceremonie dagen ze toch op en geven Andrea hun zegen. Ondertussen is het valentijnsdag en wordt Brenda voor het eerst sinds hun bezoek aan Las Vegas bezocht door haar vriend Stuart, die vertelt dat hij weg was om een bod uit te brengen in Zuid-Amerika.

## Rolverdeling
- Jason Priestley - Brandon Walsh
- Shannen Doherty - Brenda Walsh
- Jennie Garth - Kelly Taylor
- Ian Ziering - Steve Sanders
- Gabrielle Carteris - Andrea Zuckerman
- Luke Perry - Dylan McKay
- Brian Austin Green - David Silver
- Tori Spelling - Donna Martin
- Carol Potter - Cindy Walsh
- James Eckhouse - Jim Walsh
- Joe E. Tata - Nat Bussichio
- Mark D. Espinoza - Jesse Vasquez
- David Gail - Stuart Carson
- Matthew Laurance - Mel Silver
- Dina Meyer - Lucinda Nicholson
- Bess Meisler - Rose Zuckerman
- Bruce Solomon - Kenny Zuckerman
- Marga Chavez - Teresa Vasquez
- Bojesse Christopher - Andy
- Todd Bryant - Artie Devers
- Don Calfa - Mr. Pitts
- Eric Wylie - 'Happy' Jack Dornan
- Wesley Allen Gullick - Willie